# Kinosternon scorpioides
Espèce
Synonymes
- Testudo scorpioides Linnaeus, 1766
- Testudo tricarinata Retzius in Schoepff, 1792
- Testudo retzii Daudin, 1801
- Kinosternon longicaudatum Spix, 1824
- Kinosternon brevicaudatum Spix, 1824
- Kinosternon shavianum Bell, 1825
- Monoclida retziana Rafinesque, 1832
- Kinosternon cruentatum Duméril & Bibron in Duméril & Duméril, 1851
- Kinosternum mexicanum LeConte, 1854
- Kinosternum triliratum LeConte, 1860
- Kinosternon albogulare Duméril & Bocourt, 1870
- Kinosternon abaxillare Baur in Stejneger, 1925
- Kinosternon scorpioides pachyurum Müller & Hellmich, 1936
- Kinosternon scorpioides seriei Freiberg, 1936
- Kinosternon cruentatum consors Stejneger, 1941
- Kinosternon panamensis Schmidt, 1946
- Kinosternon scorpioides carajasensis da Cunha, 1970

Kinosternon scorpioides est une espèce de tortues de la famille des Kinosternidae.

## Répartition
Cette espèce se rencontre en Amérique du Sud, en Amérique centrale, au Mexique ainsi qu'à l'île Trinité.

## Liste des sous-espèces
Selon TFTSG (22 juin 2011) :
- Kinosternon scorpioides abaxillare Baur, 1925
- Kinosternon scorpioides albogulare Duméril & Bocourt, 1870
- Kinosternon scorpioides cruentatum Duméril & Bibron, 1851
- Kinosternon scorpioides scorpioides (Linnaeus, 1766)

## Publications originales
- Baur, 1925 : [Kinosternon abaxillare] in Stejneger, 1925 : New species and subspecies of American turtles. Journal of the Washington Academy of Science, vol. 15, no 20, p. 462-463 (texte intégral).
- Duméril & Bibron, 1851 : [Emys areolata, Emys berardii, Cinosternon leucostomum, Cinosternon cruentatum] in Duméril & Duméril, 1851 : Catalogue Methodique de la Collection des Reptiles. Museum d’Histoire Naturelle de Paris, Gide & Baudry, p. 1-224 (« texte intégral »(Archive.org • Wikiwix • Archive.is • Google • Que faire ?)).
- Duméril & Bocourt, 1870 : Observations sur les reptiles et les batraciens de la Région Centrale de l’Amérique in Recherches Zoologiques pour servir à l'Histoire de la Faune de l'Amérique Centrale et du Mexique. Mission Scientifique au Mexique et dans l'Amérique Centrale, Recherches zoologiques. Part 3, sect. 1. in Duméril, Bocourt & Mocquard, 1870-1909, Études sur les reptiles, vol. 2-15, p. 33-860.
- Linnaeus, 1766 : Systema naturæ per regna tria naturæ, secundum classes, ordines, genera, species, cum characteribus, differentiis, synonymis, locis. Tomus I. Editio duodecima, reformata. Laurentii Salvii, Stockholm, Holmiae, p. 1-532.